# Georg Kleist

Stammwappen derer von Kleist

Georg von Kleist, auch Jürgen von Kleist, (* um 1435; † 1508) war ein herzoglich pommerscher Rat und Kanzler.

## Leben

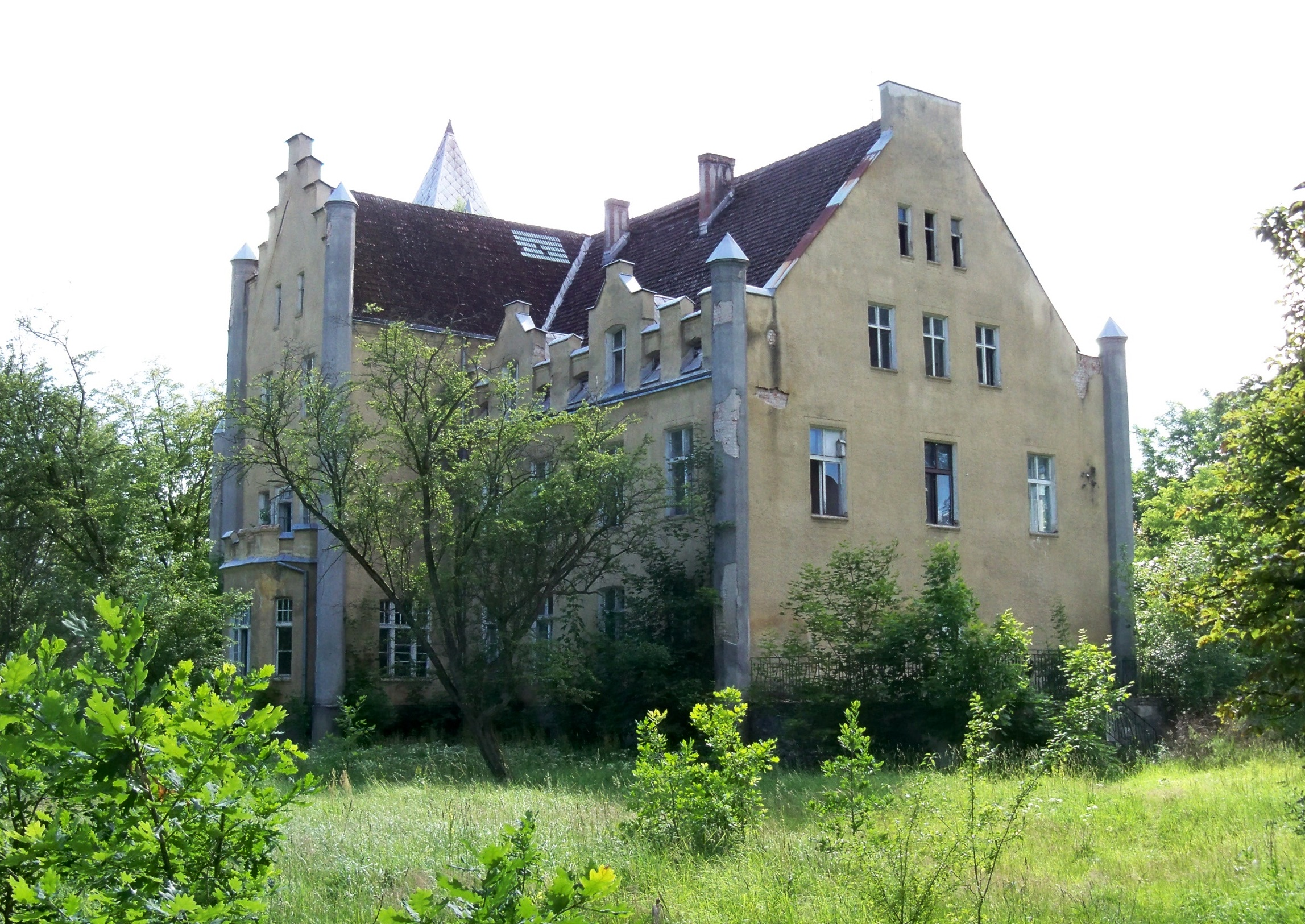
Ehem. Schloss der Familie von Kleist in Klein Dubberow

Georg von Kleist war ein Abkömmling der Tychow-Dubberowschen Linie der in Hinterpommern alteingesessenen und weitverzweigten Familie Kleist, die dort seit dem Mittelalter nachweisbar ist, über umfangreiche Ländereien verfügte, einflussreich war und mehrere Persönlichkeiten hervorgebracht hat, die in hohen Staatsämtern tätig waren.
Georg von Kleist war der ältere von zwei Söhnen des Tessen von Kleist († vor 1477) auf Dubberow und einer geborenen von Damitz. Georg wurde erstmals 1477 zusammen mit seinem Bruder Peter und weiteren Verwandten in der Gesamtbelehungsurkunde vom 13. April 1477 erwähnt. Er gehörte seit 1478 zu den unterzeichnenden Zeugen auf Urkunden des Herzogs Bogislaw X., ab 1479 wurde er darauf mit „vonnse Schruier“ (unser Schreiber) oder „unse house-schruyer“ (unser Hausschreiber) gekennzeichnet. 1482 wurde er Notar und bald darauf Rat des Herzogs und dessen ‚rechte Hand‘. Dieser verkaufte ihm 1483 Schloss und Stadt Zanow sowie die zugehörigen Dörfer und Gewässer. Bogislaw X. hatte seinem Ratgeber Kleist auch die Stelle des Archidiakonus von Stargard in Pommern als Sinekure beschafft.
Am 3. April 1486 wurde er zum Vogt des Amtes Rügenwalde mit Sitz im Schloss der Stadt bestellt, wo er auch als Lehnrichter tätig war. 1490 kaufte Kleist eine Hälfte des Dorfes Krolow.
1486 nahm er an der Heerfahrt von 800 Vertretern der pommerschen Ritterschaft und der Städte anlässlich der Verlobung von Bogislaws X. Schwester Katharina mit Heinrich I. von Braunschweig-Wolfenbüttel teil. Als Bogislaw um 1490 den Entschluss gefasst hatte, sich in zweiter Ehe mit Prinzessin Anna von Polen zu vermählen, und in Stettin eine entsprechend repräsentative Residenz erbauen lassen wollte – das spätere Stettiner Schloss – geriet er wegen des hierfür benötigten Baugeländes mit den Räten der Stadt Stettin in Streit. Gemeinsam mit den fürstlichen Räten Werner von der Schulenburg und Henning Steinwehr vermittelte Kleist im Winter 1490/1491 im Streit zwischen Bogislaws X. und der Stadt Stettin und erreichte einen Vergleich.
Anfang 1491 wurde Kleist zum Kanzler ernannt. Er nahm an Verhandlungen mit Brandenburg wegen der pommerschen Lehnsfrage teil und war am Abschluss des Vertrags von Pyritz 1493 beteiligt. Neben der Vogtei Rügenwalde übernahm er 1494 die Vogteien Stolp und Schlawe sowie Schloss und Land Bütow. 1496 verhandelte er erfolglos in Sandomir mit dem polnischen König Johann I. wegen der Lande Lauenburg und Bütow. Während der Reise Herzog Bogislaw X. ins Heilige Land von 1496 bis 1498 war Kleist Statthalter in Pommern. Als der Herzog bei seiner Rückkehr mit Johannes von Kitscher, Petrus von Ravenna und dessen Sohn Vincentius neue Berater mitbrachte, zog Kleist sich aus dem Staatsdienst zurück. 

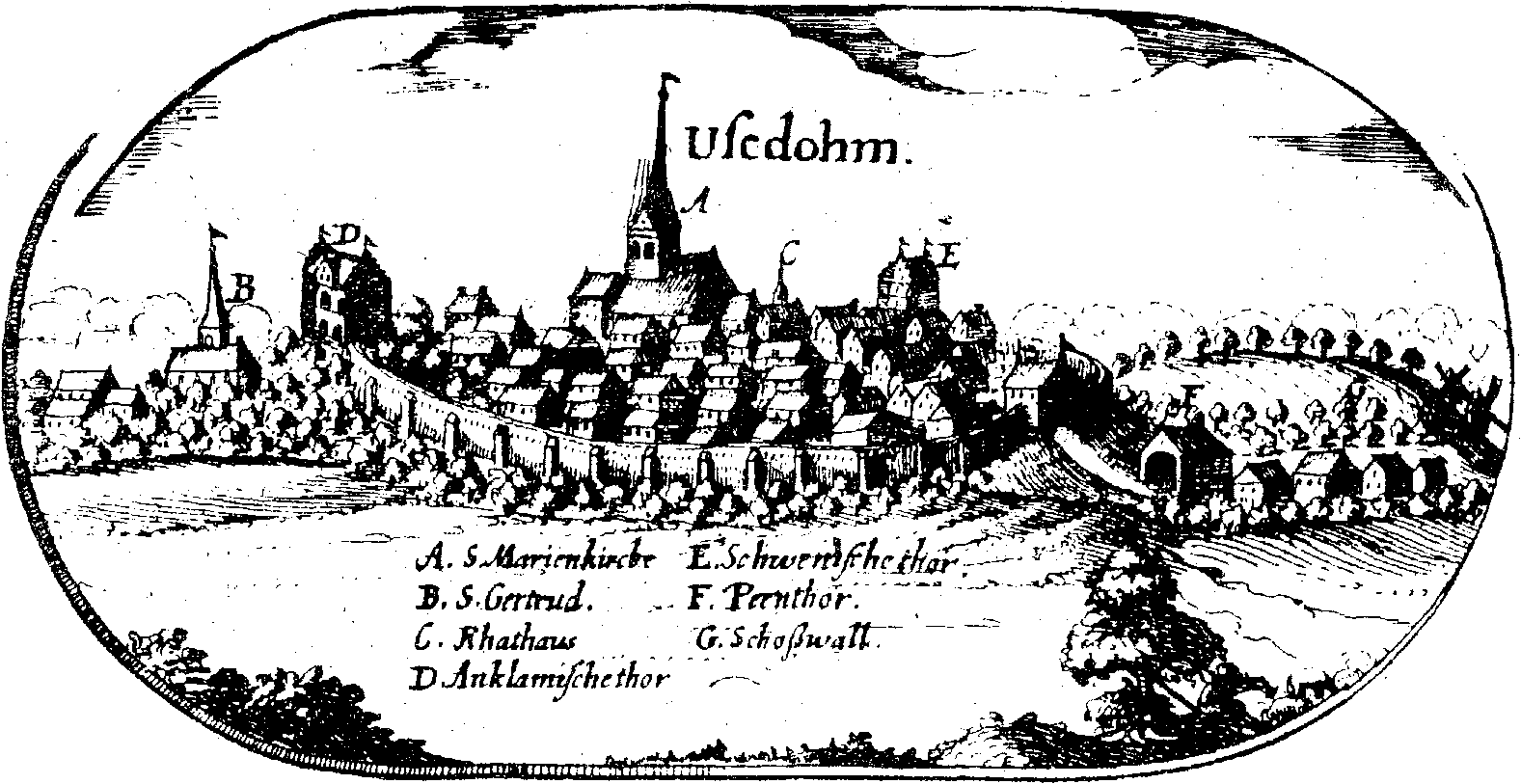
Schlossberg rechts auf der Vedute der Lubinschen Karte

Ende 1498 übertrug ihm Bogislaw X. Schloss, Stadt und Land Usedom. Im Jahr 1499 belehnte Herzog Bogislaw X. seinen Rat Kleist außerdem mit dem Rittergut Ruschütz im Kreis Stolp, das die Gebrüder Martin und Tetzlaff von Puttkamer von Angehörigen der Familie von Damerow gekauft hatten. Bis Mitte 1501 war er noch als Kanzler tätig. 1504 verhandelte er erneut wegen Lauenburg und Bütow mit Polen. 1506 trat er als Zeuge einer Beurkundung in Rügenwalde und letztmals am 9. März 1507 in Stolp auf.
Dem Verfasser einer Geschichte des Geschlechts von Kleist, Heinrich Kypke zufolge, wurde in verschiedenen Familienurkunden irrtümlich 1518 als Sterbejahr angegeben, weshalb diese Angabe in verschiedenen historischen Schriften erscheint. Nach dem 1509 zwischen seiner Witwe und dem Herzog geschlossenen Tauschvertrag wegen der Stadt Zanow starb Georg Kleist 1508.
Kleists Unerschrockenheit hat zu einer pommerschen Legendenbildung geführt. Danach sei Kleist einmal während einer Fahrt nach Usedom über die Swine in ein dem Fegefeuer vergleichbares Unwetter geraten und habe, obwohl seine mitreisenden Knechte bereits Gespenster sahen, seinen Weg unbeirrt fortgesetzt.

## Familie
Georg von Kleist war mit Anna von Stojentin a.d.H. Gohren, der Tochter des Landvogts zu Stolp, Hans von Stojentin, verheiratet. Der Ehe entstammten drei Töchter und ein Sohn:
1. Sophie von Kleist a.d.H. Krolow, ⚭ Jürgen (Georg) von Below, Herr auf Peest
2. Elisabeth von Kleist, ⚭ Christoph von Manteuffel († 1553), Herr auf Kruckenbeck, Kerstin, Gandelin und Drehnow
3. Anna von Kleist, ⚭ Jacob von Wobeser, herzoglicher Kanzler und Hofmarschall
4. N.N.